# Farturas

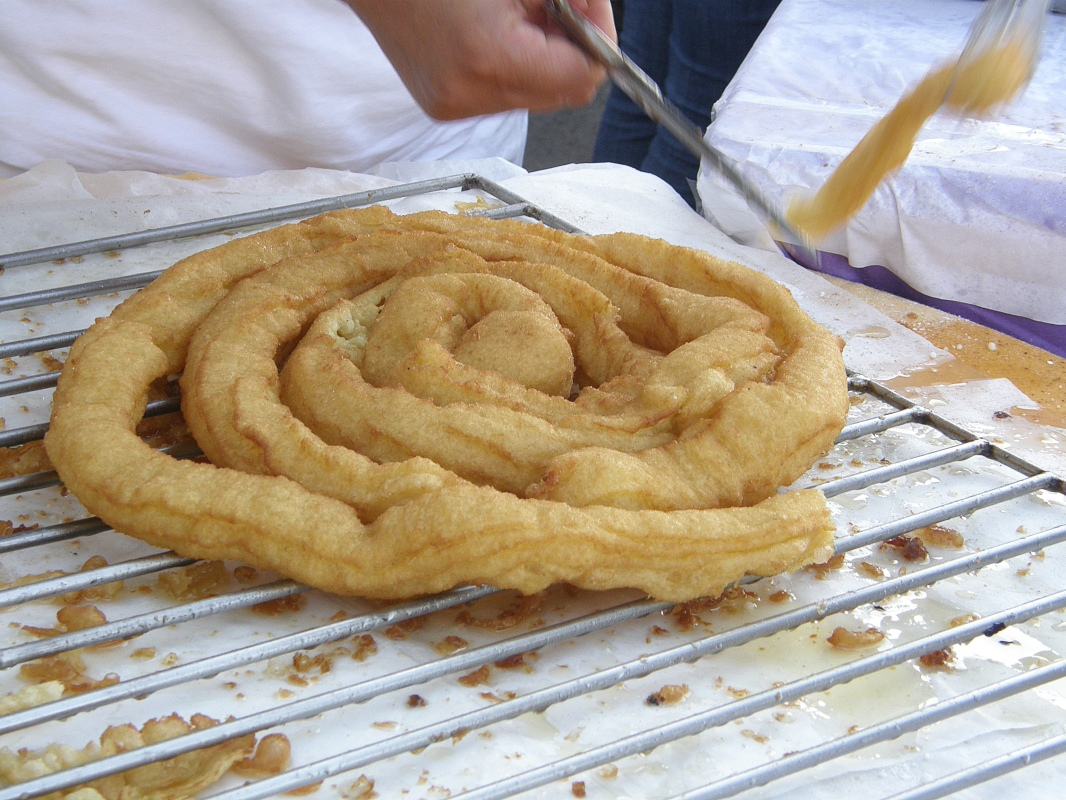
En portugisisk fartura.

Farturas är ett traditionellt portugisiskt bakverk i form av avlånga spiraler av friterad deg som klipps upp i mindre bitar efter friteringen varefter den garneras med socker och ibland kanel. Farturas är nära besläktat med amerikanska doughnuts och spanska churros.